# Западни Балкани
Западни Балкани е политически термин от 21 век. Създаден е за чисто политическа употреба по отношение на държавите на Балканите, които не са членки на ЕС.
След приема на Хърватия в ЕС през 2013 г., това са:
1. Албания
2. Босна и Херцеговина
3. Косово
4. Северна Македония
5. Сърбия
6. Черна гора.

Терминът няма историко-географските характеристики, обичайно отнасящи се до определена територия.